# Rajd Liège-Rome-Liège 1958
Rajd Liège-Rome-Liège 1958 (17. Liège-Rome-Liège) – 17. edycja rajdu samochodowego Rajd Liège-Rome-Liège rozgrywanego w Belgii. Rozgrywany był od 28 do 31 sierpnia 1958 roku. Była to dziesiąta runda Rajdowych Mistrzostw Europy w roku 1958.

## Klasyfikacja rajdu
| Miejsce                      | Kierowca                     | Pilot                        | Samochód                     | Czas                         | Strata                       |                              |
| Klasyfikacja generalna i ERC | Klasyfikacja generalna i ERC | Klasyfikacja generalna i ERC | Klasyfikacja generalna i ERC | Klasyfikacja generalna i ERC | Klasyfikacja generalna i ERC | Klasyfikacja generalna i ERC |
| ---------------------------- | ---------------------------- | ---------------------------- | ---------------------------- | ---------------------------- | ---------------------------- | ---------------------------- |
| 1.                           | Bernard Consten              | Jean Hebert                  | Alfa Romeo GSV               |                              | 0.0                          |                              |
| 2.                           | Paul Ernst Strähle           | Robert Buchet                | Porsche 356 1500             |                              |                              |                              |
| 3.                           | Robert Reip                  | Velge                        | Porsche 356 1500             |                              |                              |                              |
| 4.                           | Pat Moss-Carlsson            | Ann Wisdom-Riley             | Austin-Healey 100/4          |                              |                              |                              |
| 5.                           | Maurice Gatsonides           | Rob Gorris                   | Triumph TR3                  |                              |                              |                              |
| 6.                           | Robert Leidgens              | Claude Dubois                | Triumph TR3                  |                              |                              |                              |
| 7.                           | Roger Masson                 | Jean Vinatier                | D.B. HBR5                    |                              |                              |                              |
| 8.                           | Emile-Claude Clemens         | Rob Slotemaker               | Porsche 356 1500             |                              |                              |                              |
| 9.                           | John Gott                    | Ray Brooks                   | MG A                         |                              |                              |                              |
| 10.                          | Gerry Burgess                | Sam Croft-Pearson            | Austin-Healey 100/4          |                              |                              |                              |